# Берко, Марина Александровна
Мари́на Алекса́ндровна Берко́ (13 августа 1921, Литин (Винницкая область) — 12 марта 2008, Бат-Ям) — советский и армянский музыковед, журналист, педагог. Жена дирижёра А. Г. Катаняна.

## Биография
Родилась в семье врачей и до Великой Отечественной войны жила с семьей в Киеве. В 1939 году Марина Берко окончила общеобразовательную школу и поступила на историко-теоретический факультет Киевского музыкального училища, а в 1940 году — на тот же факультет Киевской государственной консерватории.
В 1941 году семья Берко эвакуировалась в Свердловск, где Марина Берко поступила на 2-й курс историко-теоретического факультета Свердловской консерватории и училась на этом факультете в 1941—1944 и 1945—1946 гг. (в 1944—1945 гг. Марина Берко училась в Московской консерватории, переехав на год в Москву по семейным обстоятельствам).
В 1946 г. окончила Уральскую государственную консерваторию (УГК) единственной выпускницей историко-теоретического факультета; весь выпуск Уральской консерватории 1946 года состоял из 12 человек.

В год десятилетнего юбилея историко-теоретического факультета консерваторию окончила М. Берко (1946). Её дипломная работа оказалась первой из сохранившихся в рукописных фондах вуза: тема работы „Романсы А. Бородина“.— Профессор кафедры теории музыки Уральской консерватории Л. К. Шабалина, 
С сентября 1945 г. по август 1946 г. совмещала обучение в Уральской консерватории с преподаванием в Свердловском музыкальном училище, где читала курс зарубежной музыкальной литературы, а с сентября 1946 по август 1956 гг. преподавала в Уральской консерватории на кафедре истории музыки, продолжая работать и в Свердловском музыкальном училище.
Среди коллег и друзей М. А. Берко — музыковеды В. Дж. Конен, Н. Ф. Орлов, В. М. Щеглов, а в числе студентов, прослушавших её курс истории зарубежной музыки, певицы В. М. Баева и В. М. Нестягина, певцы Ю. А. Гуляев и Б. Т. Штоколов, дирижёры П. С. Варивода и П. И. Горбунов.
К этому периоду относятся и статьи М. А. Берко в журнале «Советская музыка» о Свердловском театре оперы и балета и его постановках.
С 1956 по 1999 годы живёт в Ереване, работает старшим музыкальным редактором киностудии «Арменфильм», член Союза композиторов Армении (с 1960 г.). В этот период написаны статьи, монографии, составлены сборники работ об армянской музыке. М. А. Берко выступает музыкальным обозревателем газет «Советакан Айастан», «Голос Армении», создает циклы музыкальных передач для республиканского радио. Среди работ М. А. Берко ереванского периода — книги о композиторе Л. М. Сарьяне, дирижёре Г. Е. Будагяне, о Ереванской государственной консерватории имени Комитаса, статьи о творческом пути и произведениях композиторов А. Г. Арутюняна, М. Исраеляна, Р. С. Саркисяна, К. А. Орбеляна, аналитические обзоры съездов и пленумов Союза Композиторов Армении и другие работы.
М. А. Берко была также редактором-составителем сборника «Музыкальная культура Армянской ССР».

Её [Марины Берко] статьи в союзной прессе… помогли обрести заслуженное признание и славу таким нашим композиторам, как Эдгар Аванниссян, Газарос Сарьян, Авет Тертерян, Тигран Мансурян, Мартун Исраелян… Марина Берко оставила глубокий след в армянском музыковедении и публицистике.— Музыковед Араксия Сарьян, 
После смерти мужа в 1998 г., М. А. Берко переехала в Израиль к младшей сестре. Скончалась в Бат-Яме в 2008 году.

## Основные труды[11]

### Книги
- Геворк Будагян [Дирижер, Нар.арт. АрмССР] / Марина Берко; Союз театр. деятелей Армении. — Ереван: СТДА, 1989. — 87 с.
- Консерватория имени Комитаса / М-во высш. и сред. спец. образования АрмССР. Ереван. гос. консерватория им. Комитаса. — Ереван: Айастан, 1973. — 138 с.
- Лазарь Сарьян. — Ереван: Луйс, 1994. — 93 с. — ISBN 5-545-02759-9.
- Музыкальная культура Армянской ССР Сб ст. / Союз композиторов АрмССР. / сост. М. А. Берко. — М.: Музыка, 1985. — 398 с.

### Избранные статьи
- Балет «Сона» // Советская Музыка : журнал. — М.: Советский композитор, 1958. — № 6. — С. 147—150. — ISSN 0869-4516.[12][13]
- Верный своим убеждениям // Советская Музыка : журнал. — М.: Советский композитор, 1969. — № 7. — С. 11—13. — ISSN 0869-4516.
- Вторая молодость комитасовцев // Советская Музыка : журнал. — М.: Советский композитор, 1985. — № 11. — С. 51—57. — ISSN 0869-4516.
- Два ансамбля (о Камерном оркестре Армянской филармонии и ансамбле скрипачей телевидения и радио Армении; письма из городов) // Советская Музыка : журнал. — М.: Советский композитор, 1973. — № 1. — С. 104—107. — ISSN 0869-4516.
- Заметки о Свердловской опере // Советская Музыка : журнал. — М.: Музгиз, 1954. — № 2. — С. 119—123. — ISSN 0869-4516.
- Лирические монологи Мартуна Исраеляна // Советская Музыка : журнал. — М.: Советский композитор, 1985. — № 6. — С. 7—18. — ISSN 0869-4516.
- На съездах, пленумах, смотрах // Советская Музыка : журнал. — М.: Советский композитор, 1981. — № 3. — С. 23—27. — ISSN 0869-4516.
- На съездах, пленумах, смотрах // Советская Музыка : журнал. — М.: Советский композитор, 1984. — № 10. — С. 32—36. — ISSN 0869-4516.
- Непростые истины Александра Арутюняна // Советская Музыка : журнал. — М.: Советский композитор, 1990. — № 11. — С. 4—9. — ISSN 0869-4516.
- О массовой работе в Армении // Советская Музыка : журнал. — М.: Советский композитор, 1961. — № 4. — С. 147—152. — ISSN 0869-4516.
- О нашем современнике // Советская Музыка : журнал. — М.: Советский композитор, 1958. — № 5. — С. 39—42. — ISSN 0869-4516.
- Песня – любовь и забота наша // Советская Музыка : журнал. — М.: Советский композитор, 1978. — № 2. — С. 62—65. — ISSN 0869-4516.
- Рабочий смотр армянской музыки (на 6 съезде армянских композиторов) // Советская Музыка : журнал. — М.: Советский композитор, 1968. — № 8. — С. 42—47. — ISSN 0869-4516.
- Размышления после смотра (о музыке, прозвучавшей на пленуме Союза композиторов Армении) // Советская Музыка : журнал. — М.: Советский композитор, 1972. — № 8. — С. 38—42. — ISSN 0869-4516.
- Таня (Опера Г.Крейтнера в свердловском театре) // Советская Музыка : журнал. — М.: Музгиз, 1955. — № 9. — С. 89—92. — ISSN 0869-4516.
- Трудный и радостный путь познания (О творчестве Р.Саркисяна) // Советская Музыка : журнал. — М.: Советский композитор, 1978. — № 4. — С. 14—17. — ISSN 0869-4516.